# Zdeněk Pecka
Zdeněk Pecka (Litoměřice, 1954. február 6. – 2024. január 30.) olimpiai bronzérmes cseh evezős. Felesége Květa Jeriová olimpiai ezüstérmes sífutó.

## Pályafutása
Az 1976-os montréali olimpián négypárevezősben bronzérmet szerzett Jaroslav Hellebranddal, Václav Vochoskával és Vladek Lacinával. Négy év múlva a moszkvai olimpián Vochoskával kétpárevezősben lett bronzérmes. 1974–1977 között négypárevezős két világbajnoki ezüst- és egy bronzérmet nyert.

## Sikerei, díjai
- Olimpiai játékok
  - bronzérmes: 1976, Montréal (négypárevezős), 1980, Moszkva (kétpárevezős)
- Világbajnokság – négypárevezős
  - ezüstérmes: 1975, 1977
  - bronzérmes: 1974